# 寺平忠輔
寺平 忠輔（てらだいら ただすけ、1901年（明治34年）- 1968年（昭和43年）3月10日）は、日本陸軍の軍人、最終階級は中佐。北平特務機関補佐官として盧溝橋事件発生深夜から事件不拡大に尽力した。大東亜戦争復員後は、盧溝橋事件解明に生涯を捧げた。没後の1970年7月、著書『盧溝橋事件 ー日本の悲劇ー』が発刊。事件渦中の人物が直接記した詳細な手記であると共に、戦後聴取した関係者の証言が加筆され、盧溝橋事件の日本側の第一級資料として、今日に至るまで研究が重ねられている。

## 来歴・人物
1901年（明治34年）、静岡県出身。静岡県立静岡中学校を経て、1923年（大正12年）、陸軍士官学校（35期）卒業後、陸軍委託学生として1928年（昭和3年）、東京外国語学校に入学、３年間支那語を修めた。1931年（昭和6年）、陸軍省勤務。1932年（昭和7年）、支那駐屯軍司令部付、1936年（昭和11年）、北平特務機関補佐官となり1937年（昭和12年）7月7日、盧溝橋事件に際会、事件の不拡大と北京を戦火から守るために尽力した。1939年（昭和14年）、支那派遣軍総司令部付、1941年（昭和16年）、第11軍司令部付（漢口）として対支長期持久戦で建設諸工作を推進。1944年（昭和19年）、岡村寧次大将のもとに柳桂作戦を実施、ついで岡部直三郎大将のもとに穀倉湖南の治安維持にあたり、1945年（昭和20年）敗戦を迎えた。復員後は『盧溝橋事件 ー日本の悲劇ー』の執筆推敲に心血を注ぎ、完成間もない1968年（昭和43年）早春、病死。

## 著書
- 『盧溝橋事件 ー日本の悲劇ー』 寺平忠輔 著 読売新聞社 1970
- 『蘆溝橋事件の真相に就いて』 寺平忠輔 述 日本工業倶楽部 1938